# Museo Pasteur
El museo Pasteur (del francés: Musée Pasteur) es un museo dedicado al científico Louis Pasteur. Está localizado junto al Instituto Pasteur , institución de la que depende, en el número 25 de la calle del Docteur Roux, París, Francia, en el XV Distrito, y abre durante la semana laboral excepto en agosto; se cobra una entrada.
El museo se estableció en 1935 en honor a Louis Pasteur (1822-1895), y preserva su memoria. Se pueden visitar el apartamento donde pasó los siete últimos años de su vida, con la decoración original del siglo XIX, así como una magnífica sala donde se exhiben más de 1000 instrumentos científicos  y la cripta neo-bizantina en la que reposa su cuerpo.
```
* 
 bus 48
```